# Himeville
Himeville ist eine Stadt am Fuß der Drakensberge in der südafrikanischen Provinz KwaZulu-Natal. Sie liegt etwa 130 Kilometer von Pietermaritzburg. In der Nähe liegt der uKhahlamba-Drakensberg-Park, der zum UNESCO-Weltkulturerbe gehört. 2011 hatte die Stadt 1697 Einwohner. Himeville ist die nächstgelegene Stadt zum Sanipass, der die Stadt mit Mokhotlong in Lesotho verbindet.

## Geschichte
Himeville wurde 1902 nach dem Premierminister Natals, Albert Henry Hime, benannt. Hime war Ingenieur im Straßenbau, der 1889 zum Premierminister gewählt wurde. Die Stadt wurde 1890 ursprünglich als Polizeiaußenposten und Zweig der Border Mounted Rifles, eines Regiments berittener Grenzsoldaten, errichtet, nach einer Serie von Viehdiebstählen und Waffenschmuggel in dem Gebiet.

## Das Himeville-Museum
Die Steingebäude, in denen heute das Himeville-Museum untergebracht ist, wurden 1900 gebaut. Es war das letzte Fort mit Schießscharten. Bis 1972 dienten die Gebäude als Gefängnis. Es gibt viele Ausstellungsräume mit verschiedenen themenbezogenen Schaustellungen, die um eine Freilichtausstellung von Siedlern und Landwirtschaftsgeschichte angeordnet sind.
Das Museum erinnert an die früheren Bewohner der Region und deren Lebensweise. Es bezieht sich dabei auf die heutigen Gemeinden Bulwer, Underberg und Himeville. Außerdem gibt es hier ein umfangreiches Archiv.
Das Himeville-Museum deckt einen großen Bereich an Ausstellungen ab, angefangen bei Fossilien und Gegenständen aus der Steinzeit über eine umfangreiche Darstellung der San und die frühen Siedler bis hin zu afrikanischen Perlenstickereien und weiteren Produkten.
Die Ausstellungen behandeln auch den Zweiten Burenkrieg und die beiden Weltkriege. Man kann ein altes Postbüro und ein Klassenzimmer besichtigen. Außerdem gibt es eine Ausstellung über wild lebende Tiere und viele landwirtschaftliche Werkzeuge und Maschinen, unter anderem eine Eisenschmiede und eine Werkstatt.
Das Museum ist im alten, aus Gestein errichteten Fort untergebracht, das 1896 von den Border Mounted Rifles errichtet wurde, die die Gegend nach der Le-Fleur-Rebellion von 1895 überwachen sollten. Nach der Fertigstellung 1899 wurde es nur einmal während der Bambata-Rebellion von 1906 benutzt, obwohl in der Umgebung keine Kämpfe stattfanden. Nach dem Zweiten Burenkrieg wurden die Gebäude von der berittenen Polizei Natals übernommen und in ein Gefängnis umgewandelt, indem zusätzliche Häuser für die Wärter, ein Gericht und einige Zellen eingerichtet wurden. Als das Gefängnis 1972 aufgegeben wurde, richtete man 1976 ein Museum ein; 1978 wurde es zum Nationaldenkmal erklärt. Heute gehört es zum KZN Provincial Museum Service.

## Alte Residenz
An der Ecke der Straßen Arbuckle und Clayton wurde 1898 die Residenz des Richters erbaut, wofür das Gebäude auch bis vor Kurzem durchgängig verwendet wurde.

## Naturschutzgebiet Himeville
Das Naturschutzgebiet erstreckt sich entlang der östlichen Grenze des Ortes. 1973 wurden die 104 Hektar zum geschützten Gebiet erklärt. Man kann einige Antilopenarten beobachten. Am kleinen Damm gibt es auch Vögel. Den größten Teil des Parks kann man zu Fuß besichtigen.